# Кадель, Эжен

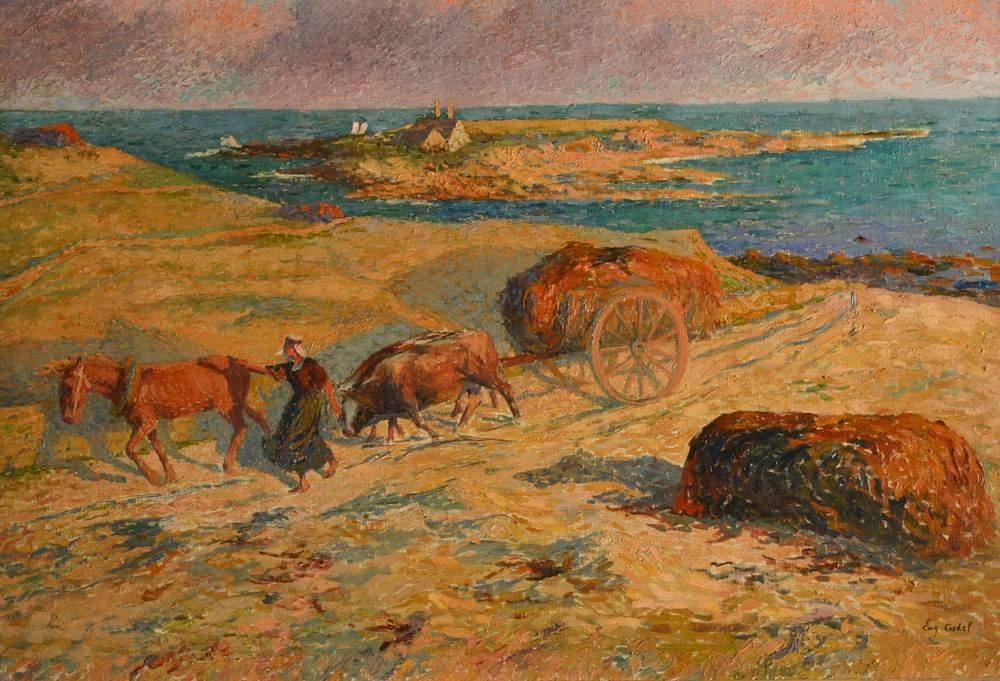
Сбор водорослей

Эжен Кадель (фр. Eugène Cadel; 18 июня 1862, Париж — 1942, там же) — французский живописец, художник-иллюстратор, карикатурист, плакатист, гравёр.

## Биография

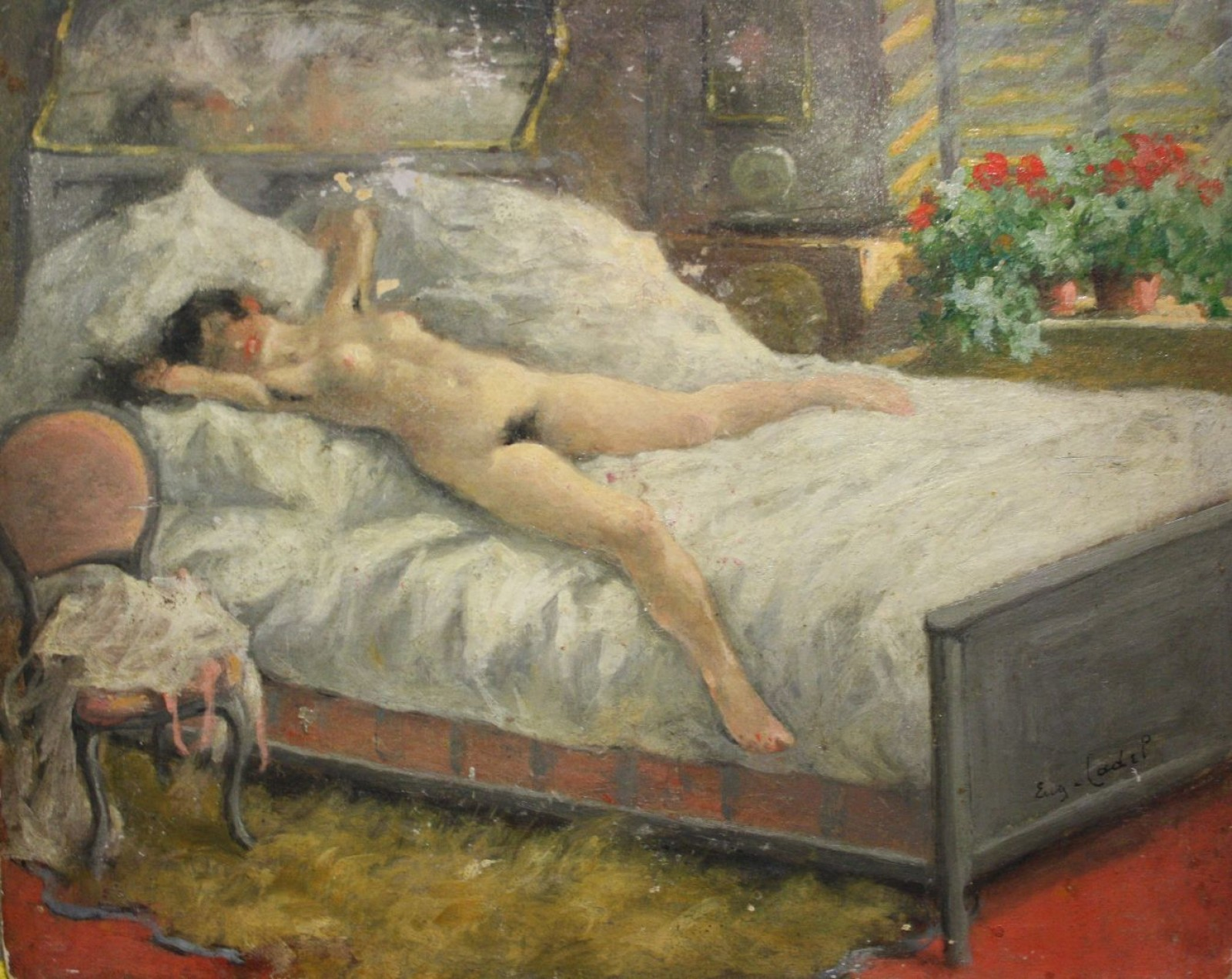
Обнажённая

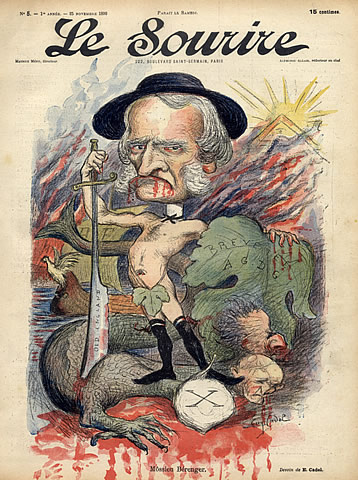
Карикатура

Рекламный плакат Эжена Каделя (1901)

Родился в семье парижского фармацевта. С 1882 года обучался в Высшей школе изящных искусств под руководством Александра Кабанеля, Люка-Оливье Мерсона и Пьера Пюви де Шаванна.
Позже учился в Школе Понт-Авена.
Выставлялся с 1887 года, в том числе почти ежегодно с 1911 по 1940 год в парижском Салоне французских художников, Юмористическом салоне (Salon des humoristes, 1907—1914) и Национальном обществе изящных искусств, в котором был членом жюри и секретарём с 1920 г.
В 1901 году открыл свою художественную граверную мастерскую «Новая литография».

## Творчество
Постимпрессионист.
Автор пейзажей, жанровых полотен, сатирических и эротических рисунков, карикатур и гравюр. Много работал в области иллюстраций, создал ряд рекламных плакатов. Сотрудничал с парижской прессой.
Работы художника хранятся во многих музеях Франции, в том числе, музее изящных искусств Руана, музее изобразительных искусств Рена, музее искусства и истории Сен-Бриё, музее Уазы (Бове), ратуше г. Люре (Эндр), Госпитале Валь-де-Грас и других коллекциях.